# Соколов, Василий Иванович (педагог)
Василий Иванович Соколов — русский педагог.

## Биография
Окончил Казанскую духовную академию 3-м магистром VII курса в 1858 году — учился вместе с А. С. Павловым, В. В. Лаврским, Я. И. Фортунатовым.
Преподавал математику, богословские предметы и русскую словесность в Саратове, Нижнем Новгороде, Вильне, Перми, Уральске и др.

## Труды
Соколову Василию Ивановичу принадлежат:
- «Волхи» («Труды Киевской Духовной Академии», 1862, кн. I);
- «Материалы для истории старинной лечебной литературы» («Варшавские Университетские Известия», 1872, № 6);
- ряд статей в «Руководстве для сельских пастырей»;
- другие.

## Источник
- Соколов, Василий Иванович // Энциклопедический словарь Брокгауза и Ефрона : в 86 т. (82 т. и 4 доп.). — СПб., 1890—1907.